# 主流新教

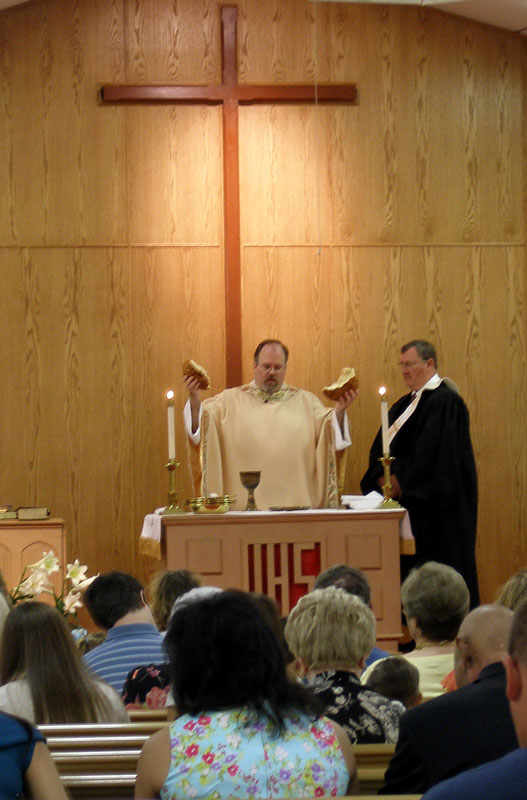
屬於主流新教的美國聯合循道會的聖餐禮

主流新教（mainline Protestant，或 mainstream Protestant、oldline Protestant），是指美國持自由主義神學立場的新教教會，與福音派、基要派新教相對，「主流」一詞源自20世紀20年代美國自由主義神學與基要主義神學的辯論之中，自那以後較傾向自由主義神學的一派由此被稱為「主流新教」。主流新教中最有影響力的七個教會又稱「美國新教七姐妹」（Seven Sisters of American Protestantism），分別是美北浸礼会（浸信會）、聯合循道會（循道宗）、基督會（改革宗）、美國聖公會（聖公宗）、美國福音路德教會（信義宗）、聯合基督教會（改革宗），以及美國長老教會（改革宗）。近半世紀尤其是第四次大覺醒運動以來，美國的主流新教教會持續面臨信眾下降的問題。其中相當一部分脫離主流新教的教徒轉而投向保守的福音派教會。根據2014年的調查，只有大約15%的美國人還從屬於屬主流新教的教會，主流新教已從美國新教中的多數派轉變成人數大幅少於福音派的少數派。
「主流新教」與「主流基督宗教」（mainstream Christianity）雖然名稱相近，但意思完全不同。「主流基督宗教」一般是用來形容贊同三位一體的各個基督宗教派別，帶有否定非三位一體的基督宗教教派的色彩。

## 歷史
在20世紀中期之前，主流新教的教會曾經是美國新教的主要教派，並代表大多數新教教會。
主流新教在非裔美國人民權運動等社會運動發揮主要作用，並對墮胎、性別和LGBT權益議题持開明態度。
但現在這些教會的增長在1970年代後人數上開始下降，教會人數已經不及較組織性和凝聚力強的福音派新教教會，即使其他教會在美國也面臨相同的問題。
這些新教教會主要集中在美國東北部新英格蘭、大城市及非裔美國人社區。